# Johannes Virolainen

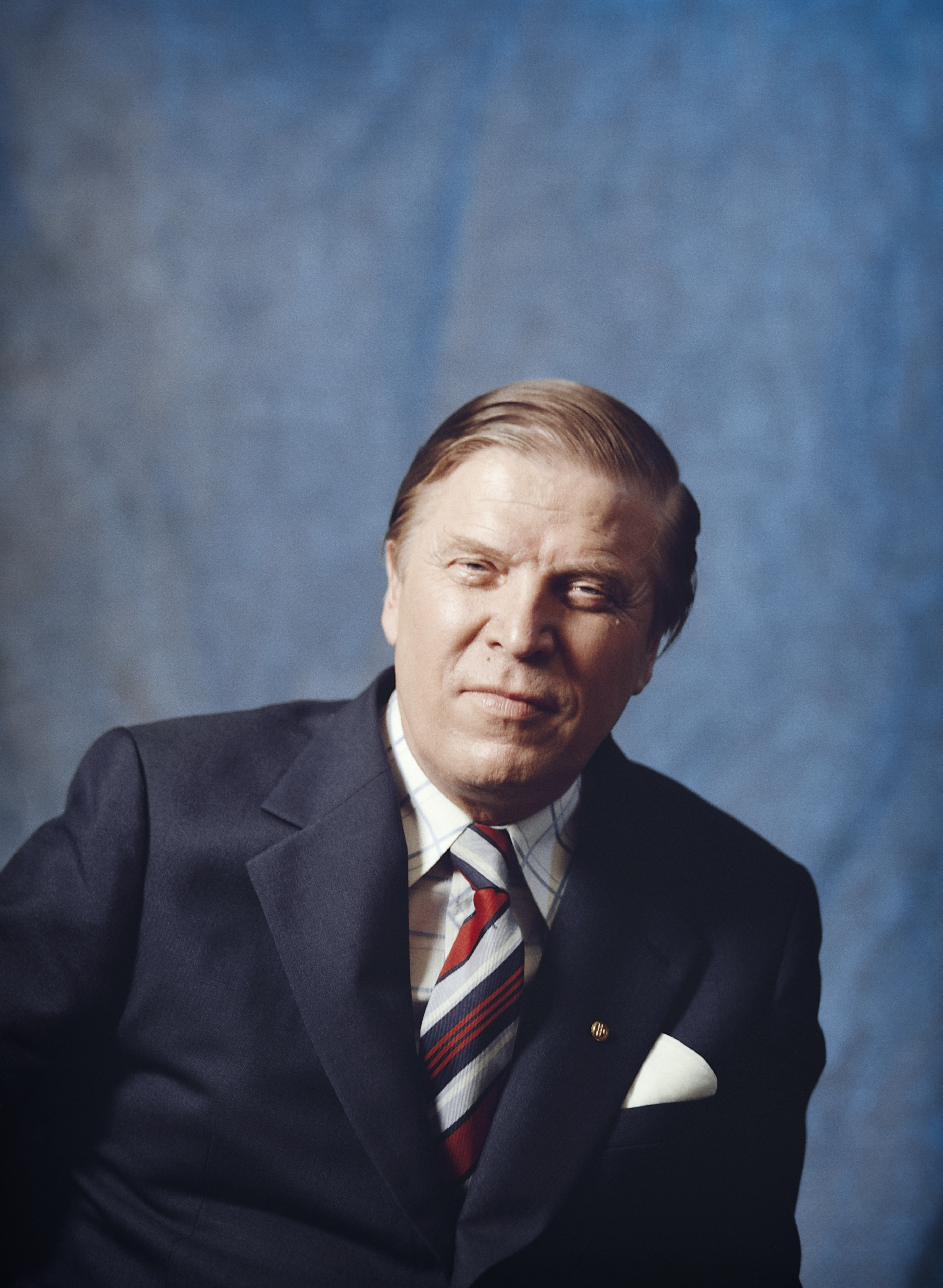
Johannes Virolainen 1955

Johannes Virolainen, Valtioneuvos [ˈjɔhɑnːɛs ˈvirɔlɑi̯nɛn] ⓘ (* 31. Januar 1914 in der Landgemeinde Viipuri; † 11. Dezember 2000 in Lohja) war ein finnischer Politiker und Ministerpräsident.

## Karelische Herkunft und Zweiter Weltkrieg
Virolainen wurde nahe der karelischen Stadt Viipuri geboren, die damals die zweitgrößte Stadt Finnlands war. Nach dem Fortsetzungskrieg zwischen Finnland und der Sowjetunion von 1941 bis 1944 fiel Karelien an die Sowjetunion. Virolainen wurde anschließend evakuiert und ließ sich in Lohja nieder, wo er einer der Vorsitzenden der karelischen Flüchtlinge wurde.
Virolainen, der überzeugtes Mitglied der Abstinenzbewegung war, sagte einmal, dass er sein erstes Bier trinken würde, wenn die Sowjetunion Karelien an Finnland zurückgäbe.

## Politische Laufbahn

### Abgeordneter, Parteivorsitzender und Parlamentspräsident
Virolainen begann seine politische Laufbahn 1945 mit der Wahl zum Abgeordneten des Reichstags. Dort vertrat er bis 1983 sowie später erneut von 1987 bis 1991 die Interessen des Landbundes, der sich 1965 in Finnische Zentrumspartei (KESK) umbenannte.
Nach der Umbenennung des Landbundes in KESK wurde er 1965 zum Vorsitzenden der Zentrumspartei gewählt. Dieses Amt übte er bis 1980 aus und war neben dem damaligen Staatspräsidenten Urho Kekkonen der zweitmächtigste Mann der KESK.
Von 1966 bis 1968 sowie von 1979 bis 1983 war er auch Präsident des Reichstags. Von 1982 bis 1983 war er Präsident der Interparlamentarischen Union.

### Minister und Ministerpräsident 1964 bis 1966
Virolainen gehörte zwischen 1950 und 1979 mehreren Regierungen als Minister in unterschiedlichen Ressorts an. Mit 6169 Amtstagen als Minister und Ministerpräsident hatte er die längste Amtszeit aller finnischen Minister.
Von 1950 bis 1951 war er Vizeminister für Inneres. Später war er Minister in der Staatskanzlei (1951 und 1956 bis 1957). Darüber hinaus war er Erziehungsminister (1953, 1954 und 1956 bis 1957). Von Oktober 1954 bis März 1956, von Mai bis November 1957 sowie von August bis Dezember 1958 war er Außenminister. Daneben war er 1961 bis 1962 sowie 1962 bis 1963 Landwirtschaftsminister. Er war des Weiteren 1957, 1958 und 1962 bis 1963 Stellvertretender Ministerpräsident.
Am 12. September 1964 wurde er selbst Ministerpräsident einer Koalitionsregierung aus KESK, Schwedischer Volkspartei (SFP-RKP), Liberaler Volkspartei sowie Nationaler Sammlungspartei (Kokoomus). 1965 wurde er zudem zum Vorsitzenden der KESK gewählt. Nach dem Linksrutsch bei den Parlamentswahlen vom März 1966 trat Virolainen am 27. Mai 1966 als Ministerpräsident zurück und wurde von Rafael Paasio von der sozialdemokratischen Partei abgelöst.
Virolainen war 1968 bis 1970 erneut Stellvertretender Ministerpräsident und Erziehungsminister. Er war 1972 bis 1975 Finanzminister, 1976 bis 1979 Minister für Land- und Forstwirtschaft sowie schließlich 1977 bis 1979 zusätzlich wiederum Stellvertretender Ministerpräsident.
Zuletzt kandidierte Virolainen 1982 erfolglos gegen Mauno Koivisto für das Amt des Staatspräsidenten.

## Biographische Quellen und Hintergrundinformationen
- Biographie auf finn-land.net
- Making the Best of Deference, Artikel im TIME-Magazine vom 30. November 1981